# Октябрьская набережная (Санкт-Петербург)
Октя́брьская набережная — магистраль в Невском районе Санкт-Петербурга. Проходит от Зольной улицы до границы Санкт-Петербурга (у Новосаратовки), где пересекается Кольцевой автодорогой. На север переходит в Малоохтинский проспект. Длина 9 км — самая длинная набережная в городе.
В Ленинградской области продолжается далее вдоль правого берега Невы до автодороги Н93 (Карьер-Мяглово — Кузьминский железнодорожный мост) в деревне Кузьминка. Областная часть набережной называется автодорога Н76, на ней расположены Новосаратовка, Красная Заря, Невский Парклесхоз, посёлок имени Свердлова, Маслово, Оранжерейка, Островки и Кузьминка. В этом случае общая длина набережной составляет более 20 км.

## Название
Первоначально (в 1912—1934 годах) носила название дорога Правого берега реки Невы. Параллельно в 1933 году появилось название набережная Правого берега реки Невы, а с 1950-х годов — набережная Правого берега Невы. Современное наименование дано в 2 ноября 1973 г. в честь Октябрьской революции в связи со сложившейся практикой называть улицы правого берега Невы в соответствии с темой Октябрьской революции и образования советского государства.

## История
На правом берегу Невы ещё задолго до Октябрьской революции сформировалось фабрично-заводское предместье. Здесь находились кирпичные заводы и лесопилки, а также рабочие посёлки (Весёлый Посёлок, Малое Рыбацкое, Сосновка, Клочки). Сплошной застройки вдоль берега не существовало.
В 1932 году по инициативе С. М. Кирова началось благоустройство набережной и укрепление берега от Финляндского железнодорожного моста до будущего Володарского моста. Набережная строилась в два этапа. Первый участок у Финляндского моста, длиной более 3 км, создавался в 1932—1935 годах, второй, длиной 1,6 км, выше по течению — в 1936—1939 годах. Сооружалась широкая магистраль, связывающая здешние жилые кварталы с центральными районами города. Кроме того, создавались условия для погрузочно-разгрузочных операций здешних промышленных предприятий, пользующихся перевозками по воде, в связи с чем были построены две причальные пристани с площадками для складирования продукции. Кроме того, проектировщики отказались от вертикальной стенки в пользу укреплённого бетонного берегового откоса на свайном основании. Откосы набережной были выложены блоками диабаза размером 20 х 30 см, которые привозились из Роп-ручейских разработок на Онежском озере уже обработанными. Через каждые 250 м на набережной располагались прямые лестничные спуски к воде, напротив комбината имени Тельмана была устроена пассажирская пристань с гранитной двухмаршевой лестницей шириной 20 м, видовыми площадками и скамьями. Также набережная получила ажурную чугунную ограду из переплетающихся овалов, звенья которой укреплены на бетонных тумбах.
Одновременно со строительством Володарского моста в 1938 году примыкающие к нему участки набережной длиной 133,5 м были выполнены в виде вертикальной гранитной стенки. Участок набережной от Правобережной ТЭЦ до Володарского моста с облицовкой из железобетонных плит был построен в 1957—1959 годах по проекту инженера А. Д. Гутцайта. В дальнейшем набережная неоднократно ремонтировалась (в 1964 году, в 1980-х годах, в 1995 году). При перестройке Володарского моста в 1993 году под ним был сооружен спуск к воде длиной 82 м, вобравший в себя часть существующей гранитной стенки.
Участок Октябрьской набережной от устья реки Утки до Финляндского железнодорожного моста с 30 января 1992 года является объектом культурного наследия регионального значения.

## Достопримечательности

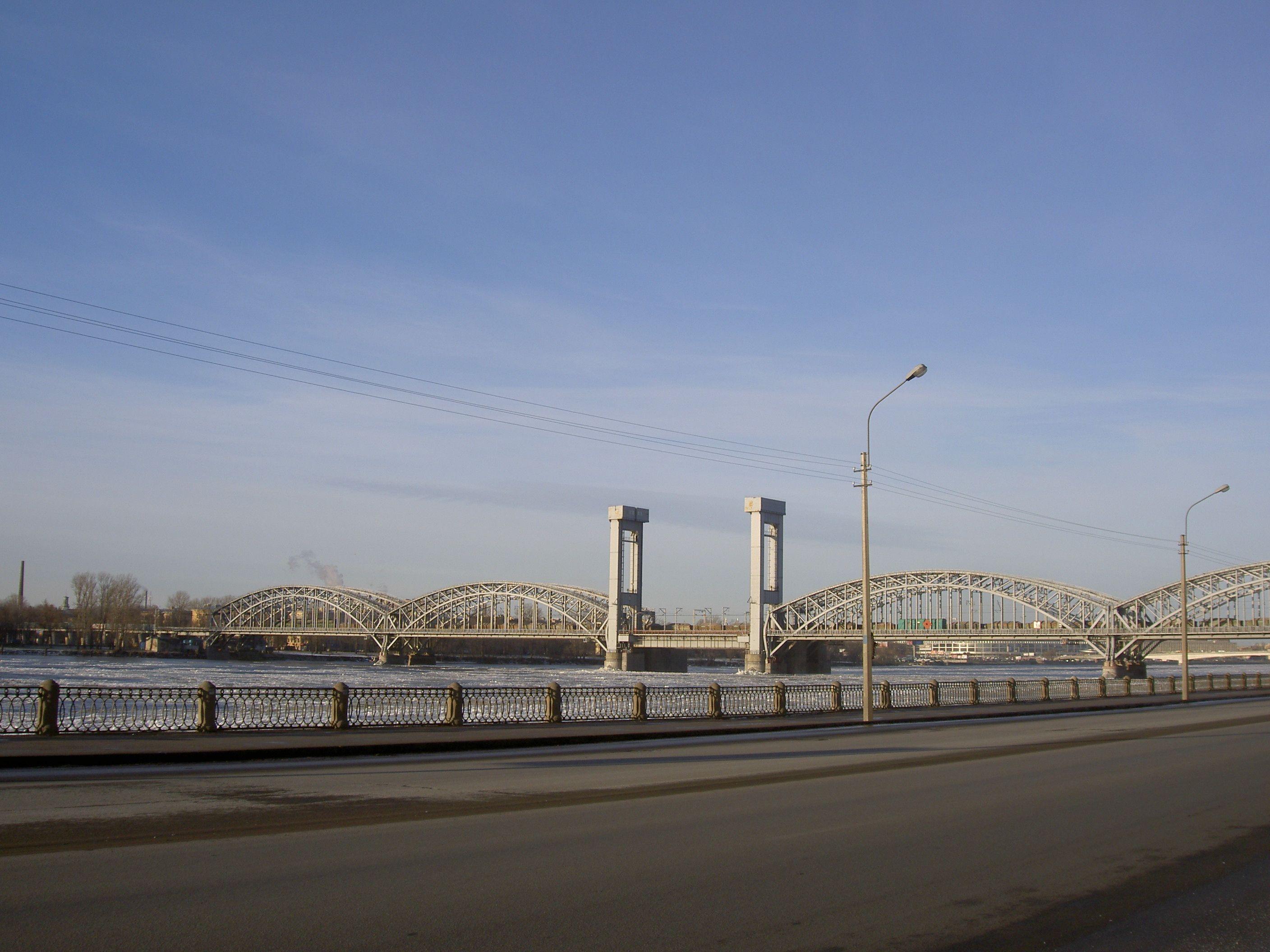
Финляндский железнодорожный мост

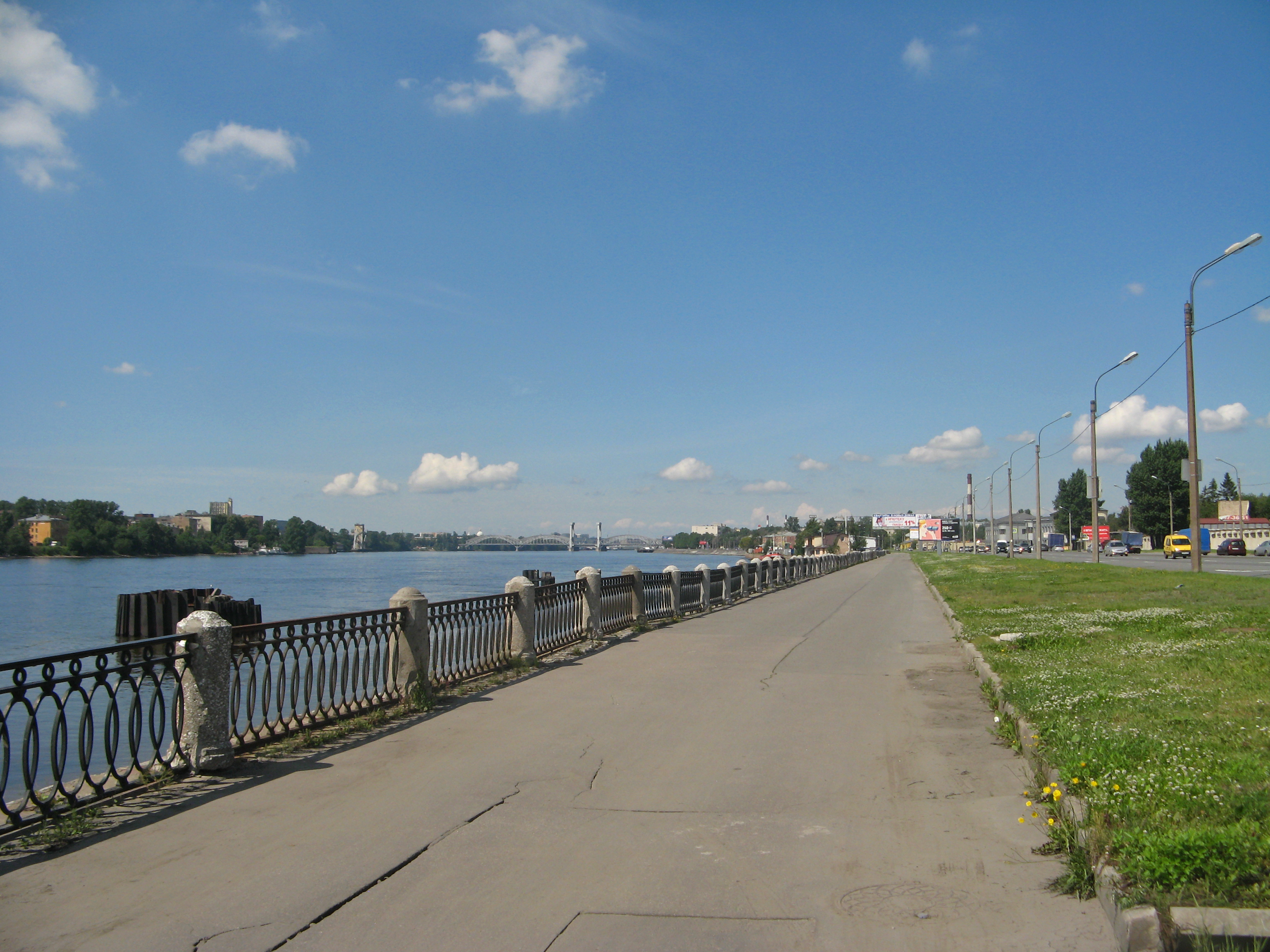
Ограда набережной

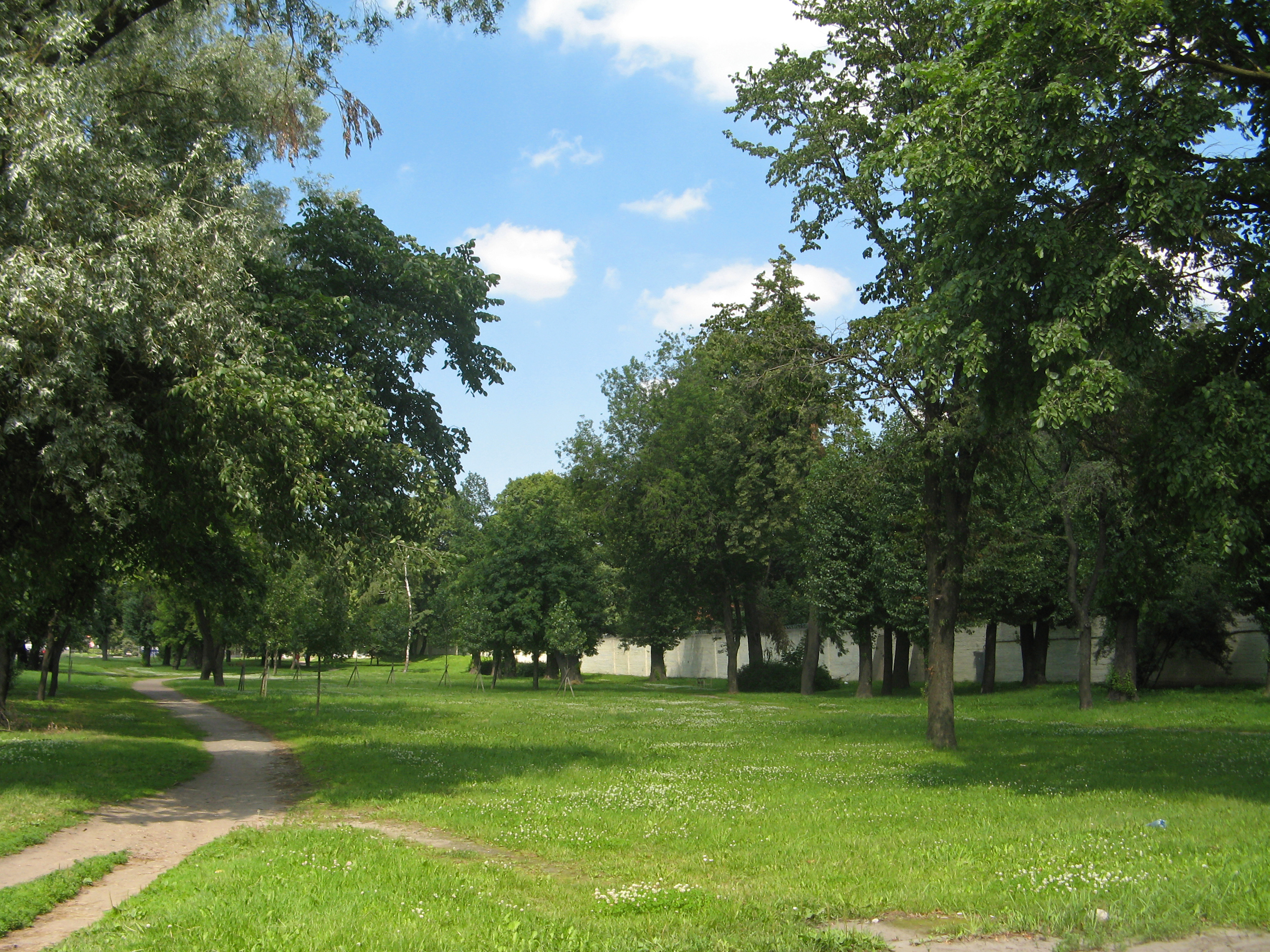
Сквер Текстильщиков

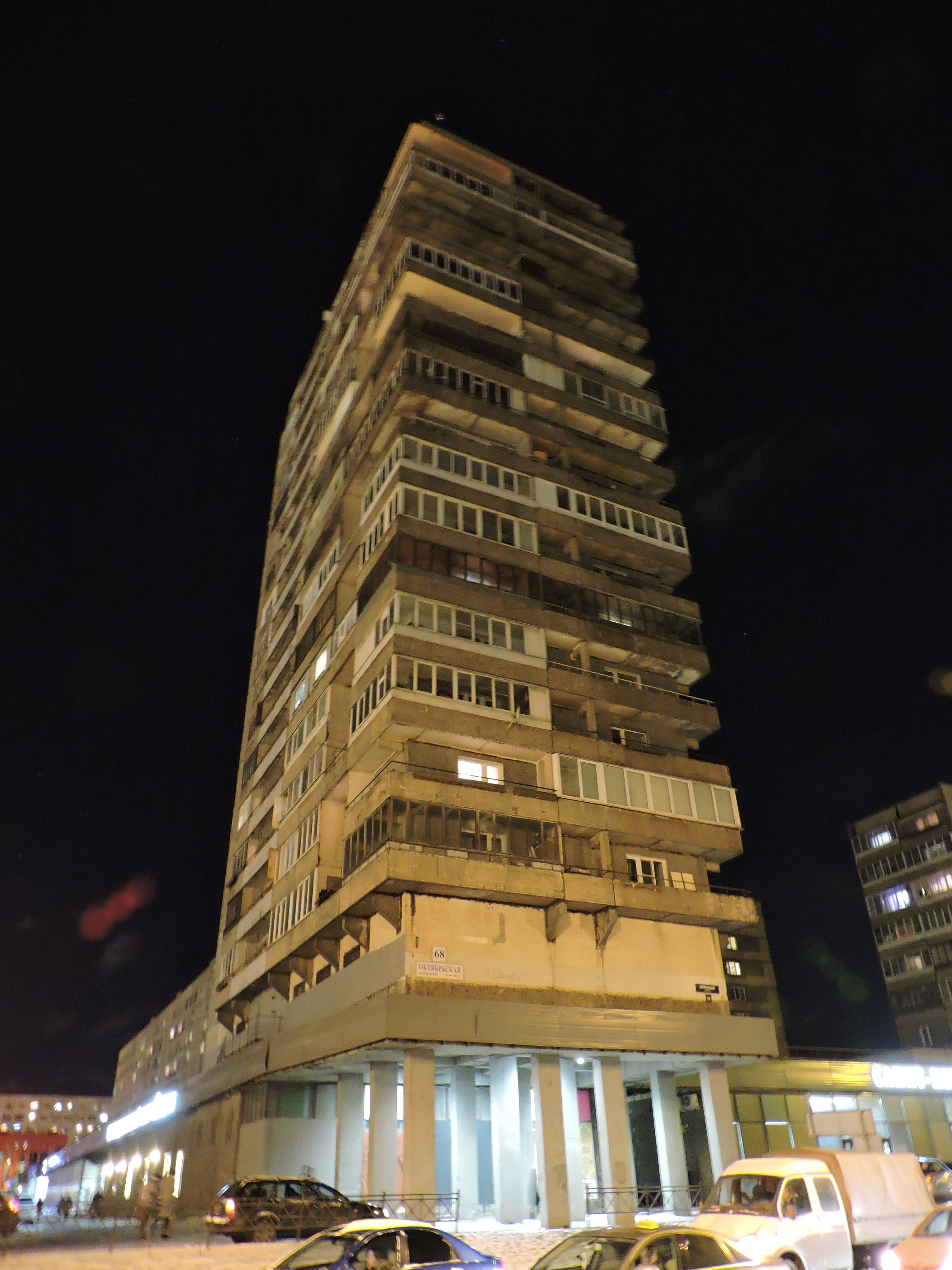
Дом-башня у Володарского моста

- Финляндский железнодорожный мост  7802132000
- Киновеевское кладбище
- Дом № 18 — церковь Пресвятой Троицы в киновии Александро-Невской лавры. Перестройка 1855—1856 годов осуществлялась К. И. Брандтом. При советской власти была закрыта, купола уничтожены. В 2000 году здание было возвращено Русской православной церкви, и в нём был устроено подворье Череменецкого монастыря.  7802558003
- Дом № 16, дом № 20 — корпуса келий Киновии Александро-Невской лавры. 1845—1847, архитекторы А. П. Гемилиан, К. И. Брандт. Церковь и келейные корпуса являются памятниками архитектуры регионального значения.  Объект культурного наследия № 7802558000№ 7802558000
- Дом № 38 — особняк Георгия Ивановича Веге, владельца Киновиального ультрамаринового завода (современный НПО «Пигмент») (1900—1902) Объект культурного наследия № 7830199001№ 7830199001[6].  7830199001
- Дом № 50 — фабрика Товарищества шерстяных изделий «Торнтон» (в дальнейшем комбинат тонких и технических сукон им. Э. Тельмана, ныне ОАО «Невская мануфактура»). На этой фабрике в 1872 году работал один из первых российских рабочих-революционеров, ткач Пётр Алексеев. Поблизости от фабрики на набережной находились дома, построенные в конце XIX века для рабочих суконной фабрики Торнтона по проекту архитектора К. Г. Прейса. 12 апреля 2021 года на фабрике произошёл крупный пожар[7]. 7 июля 2021 года Арбитражный суд Петербурга предписал собственнику АО «Невская Мануфактура» выполнить противоаварийные работы в ближайшие полгода, а в срок до 50 месяцев провести полную реставрацию здания[8].
- Зелёная зона у дома № 50 — сквер Текстильщиков.
- Дом № 54 — комплекс построек писчебумажной фабрики братьев Варгуниных, середина XIX века, 1880-е, архитектор Л. Л. Шауфельбергер.  7830250000
  - Дом № 56Б — дом для служащих невской писчебумажной фабрики «Братья Варгунины». КГИОП отказал зданию в статусе объекта культурного наследия[9][10], вопреки запрету СК, здание снесли 3 июня 2023 года[11].
- Дом № 62 — 5-этажный жилой дом, архитекторы П. Гринберг, Г. Райц. Строительство начато в 1935 году, в 1972—1973 годах торцы здания были закрыты 9-этажными панельными зданиями[12].
- Дом № 72 — дача генерала А. В. Чернова с парком «Сосновка». Здание построено в 1891—1893 годах в вольно трактованном русском стиле, архитектор А. И. фон Гоген при участии А. И. Кузнецова и Г. И. Люцедарского.  7810337000
- Дома № 90—96 — жилмассив в стиле конструктивизма для работников ГЭС «Красный Октябрь», построенный в 1926—1927 годах по проекту архитекторов Г. Д. Гримма и В. А. Альванга.
- Правобережная ТЭЦ. Перед Первой мировой войной бельгийское акционерное общество «Железобетон» начало строительство электростанции «Уткина Заводь» (автор проекта — архитектор А. А. Оль). Первая очередь — в стиле неоклассицизма — была построена в 1914—1916 годах[13]. Война и революции остановили строительство, но уже в 1920 году под руководством А. А. Оля начинается строительство второй очереди станции, ставшей первенцем ГОЭЛРО в Ленинграде. Первая турбина электростанции была запущена в 1922 году, строительство второй очереди завершено в 1926 году. Здание представляет собой образец конструктивистской промышленной архитектуры.
- Дом № 104А — водонапорная (пристрельная) башня Обуховского завода. Была построена в 1898—1899 годах морским министерством по проекту архитектора Ф. Ф. Лумберга в живописном эклектичном стиле с элементами неоготики.  7830202000
- Большой Обуховский мост

## Пересечения
- Зольная улица
- Ультрамариновая улица
- Архивная улица
- улица Дыбенко
- улица Крыленко
- улица Тельмана
- улица Новосёлов
- Народная улица
- Паткановская улица
- проспект Большевиков
- Приневская улица
- Русановская улица
- Новосаратовская улица

На участке севернее перекрёстка с улицей Дыбенко Октябрьская набережная проходит по Октябрьскому путепроводу над промзоной.